# Air Åland
Air Åland ist eine ehemalige finnische virtuelle Fluggesellschaft mit Sitz in Mariehamn.

## Geschichte
Air Åland wurde im Januar 2005 gegründet. Sie vermarktete unterschiedliche Routen nach Finnland und Schweden. Dazu gehörten Flüge nach Stockholm/Arlanda, Turku und Helsinki.
Air Åland transportierte 2008 insgesamt 61.000 Passagiere von und nach Mariehamn.
Die Flüge nach Helsinki wurden am 28. Mai 2012 eingestellt, da die Linie seit November 2011 bedingt durch die Konkurrenz von Flybe Nordic defizitär war. Die Strecke wurde von Nextjet im Auftrag von Air Åland bedient. Möglich wurde dieses durch den Zusammenbruch der schwedischen Fluggesellschaft Skyways Express, die im Inlandsverkehr sehr aktiv war. Dadurch hatten andere Regionalanbieter, wie auch Nextjet, in Schweden eine sprunghaft ansteigende Nachfrage, wodurch Nextjet bereit war, den Vertrag mit Air Åland ohne weitere Forderungen zu kündigen, um die frei werdenden Kapazitäten anderweitig zu nutzen. Auch die restlichen Flüge wurden am 1. Juli 2012 von Nextjet übernommen, so dass Air Åland keinen eigenen Flugbetrieb mehr hat.
Bis zur Einstellung des Flugbetriebs am 16. Mai 2018 vermarktete sie die Flüge der Nextjet in die Provinz Åland. 
Am 16. Oktober 2018 gab Air Åland bekannt, dass sie Insolvenz angemeldet haben.

## Flotte
Zuletzt bestand die Flotte der Air Åland im Juni 2012 aus zwei Saab 340A.